# Casimersen
 (avril 2025).
Le casimersen est un médicament utilisé pour traiter la dystrophie musculaire de Duchenne. Il est vendu sous le nom de marque Amondys 45.

## Mode d'action
Il s'agit d'un oligonucléotide antisens de l'oligomère phosphorodiamidate morpholino .

## Usage médical
Le casimersen est un médicament utilisé pour traiter la dystrophie musculaire de Duchenne  dans les cas où il existe une mutation du gène de la dystrophine avec saut d'exon 45. Il est administré par injection intraveineuse progressive.

## Effets secondaires
Les effets secondaires de ce médicament comprennent des infections des voies respiratoires supérieures, de la toux, de la fièvre, des maux de tête, des douleurs articulaires pu des maux de gorge. D'autres effets secondaires peuvent inclure des problèmes rénaux. 

## Histoire
Le médicament a été approuvé pour un usage médical aux États-Unis en 2021. Il n'est approuvé ni en Europe ni au Royaume-Uni. Aux États-Unis, une année de traitement pour un enfant pesant 10 kg coûte environ 264 000 dollars en 2022.